# Elaeocarpus hortensis
Elaeocarpus hortensis là một loài thực vật có hoa trong họ Côm. Loài này được Guillaumin mô tả khoa học đầu tiên năm 1931.